# Deux-Jumeaux
Deux-Jumeaux est une commune française, située dans le département du Calvados en région Normandie, peuplée de 56 habitants.

## Géographie
Deux-Jumeaux est une commune du Bessin située à dix kilomètres d'Isigny-sur-Mer et vingt kilomètres de Bayeux.

### Hydrographie
La commune est située dans le bassin Seine-Normandie. Elle est drainée par le ruisseau des Viennes, le cours d'eau 02 de la commune d'Englesqueville la Percée et le canal 01 de la Maresquerie,,.

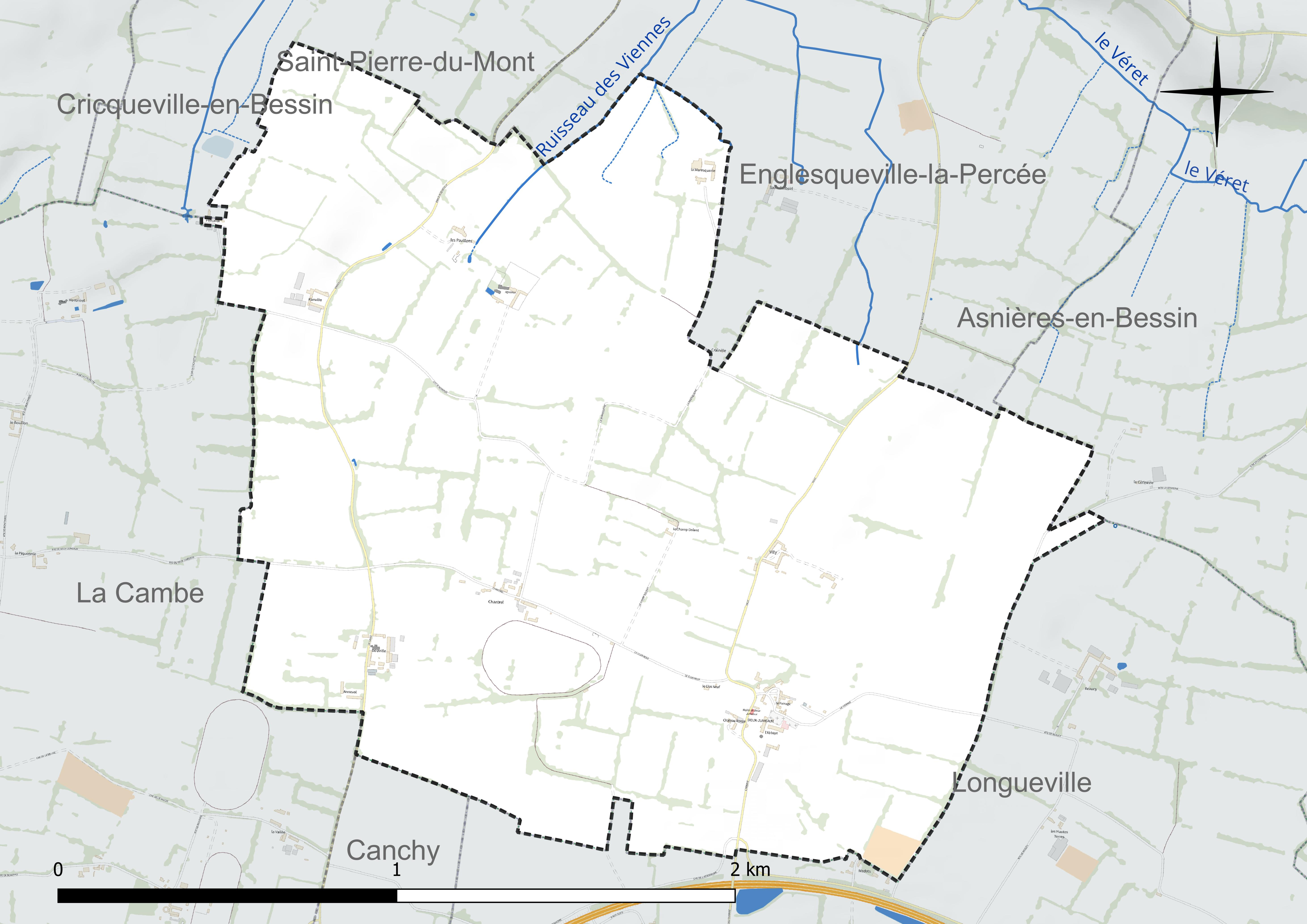
Réseau hydrographique de Deux-Jumeaux.

### Climat
Pour des articles plus généraux, voir Climat de la Normandie et Climat du Calvados.
En 2010, le climat de la commune est de type climat océanique franc, selon une étude du CNRS s'appuyant sur une série de données couvrant la période 1971-2000. En 2020, Météo-France publie une typologie des climats de la France métropolitaine dans laquelle la commune est exposée à un climat océanique et est dans la région climatique  Normandie (Cotentin, Orne), caractérisée par une pluviométrie relativement élevée (850 mm/a) et un été frais (15,5 °C) et venté. Parallèlement le GIEC normand, un groupe régional d'experts sur le climat, différencie quant à lui, dans une étude de 2020, trois grands types de climats pour la région Normandie, nuancés à une échelle plus fine par les facteurs géographiques locaux. La commune est, selon ce zonage, exposée à un « climat maritime », correspondant au Cotentin et à l'ouest du département de la Manche, frais, humide et pluvieux, où les contrastes pluviométrique et thermique sont parfois très prononcés en quelques kilomètres quand le relief est marqué.
Pour la période 1971-2000, la température annuelle moyenne est de 11 °C, avec  une amplitude thermique annuelle de 10,8 °C. Le cumul annuel moyen de précipitations est de 834 mm, avec 13 jours de précipitations en janvier et 8,1 jours en juillet. Pour la période 1991-2020, la température moyenne annuelle observée sur la station météorologique la plus proche, située sur la commune de Balleroy-sur-Drôme à 21 km à vol d'oiseau, est de 11,2 °C et le cumul annuel moyen de précipitations est de 924,3 mm,. Pour l'avenir, les paramètres climatiques de la commune estimés pour 2050 selon différents scénarios d'émission de gaz à effet de serre sont consultables sur un site dédié publié par Météo-France en novembre 2022.

## Urbanisme

### Typologie
Au 1er janvier 2024, Deux-Jumeaux est catégorisée commune rurale à habitat très dispersé, selon la nouvelle grille communale de densité à 7 niveaux définie par l'Insee en 2022.
Elle est située hors unité urbaine et hors attraction des villes,.

### Occupation des sols
L'occupation des sols de la commune, telle qu'elle ressort de la base de données européenne d'occupation biophysique des sols Corine Land Cover (CLC), est marquée par l'importance des territoires agricoles (100 % en 2018), une proportion identique à celle de 1990 (100 %). La répartition détaillée en 2018 est la suivante : 
prairies (76,4 %), terres arables (23,6 %). L'évolution de l'occupation des sols de la commune et de ses infrastructures peut être observée sur les différentes représentations cartographiques du territoire : la carte de Cassini (XVIIIe siècle), la carte d'état-major (1820-1866) et les cartes ou photos aériennes de l'IGN pour la période actuelle (1950 à aujourd'hui).

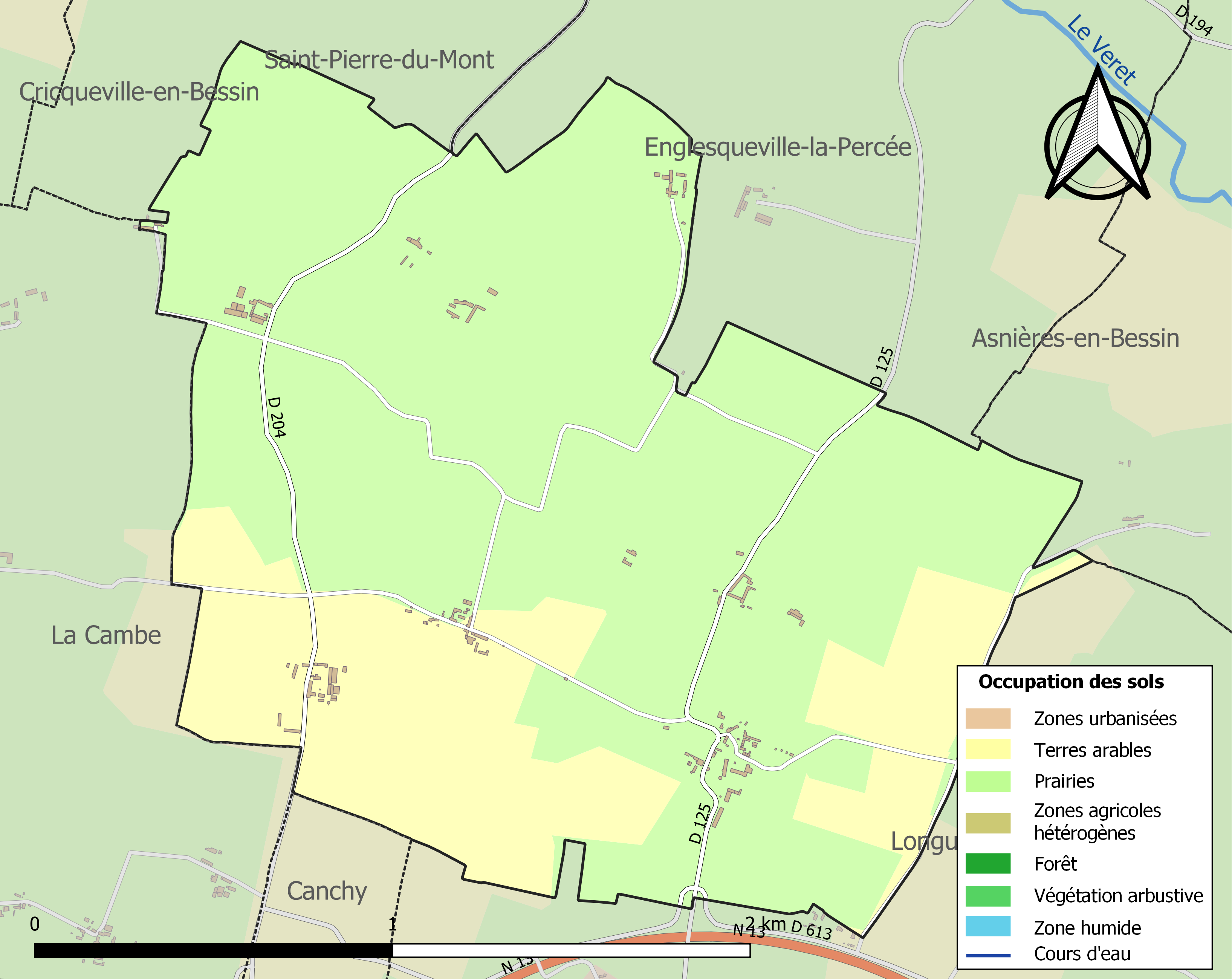
Carte des infrastructures et de l'occupation des sols de la commune en 2018 (CLC).

## Toponymie
Le nom de la localité est attesté sous les formes Duo Gemelli en 832  (ms. de la bibl. nat. n° 4413) et au XIe siècle (Orderic Vital, liv. VI, p. 53), Duo Gimelli en 1211 (charte de l'abbaye de Longues), Duo Jumelli en 1277 (chap. de Bayeux, 745), Deux Gémeaux en 1716 (carte de l'Isle).
Le toponyme renvoie à une enseigne d'une auberge (attesté sous la forme « herberge » à la fin du XIe siècle) connue depuis le début du XIe siècle, mais sans que l'on sache si ce nom cachait des hommes ou des arbres.
Duo Gemelli, peut-être pour désigner les propriétaires, des frères jumeaux.

## Histoire
Durant l'été 1944, Deux-Jumeaux accueillit un aérodrome militaire, Deux Jumeaux Airfield (en), utilisé de juin à septembre par l'armée américaine.

## Politique et administration

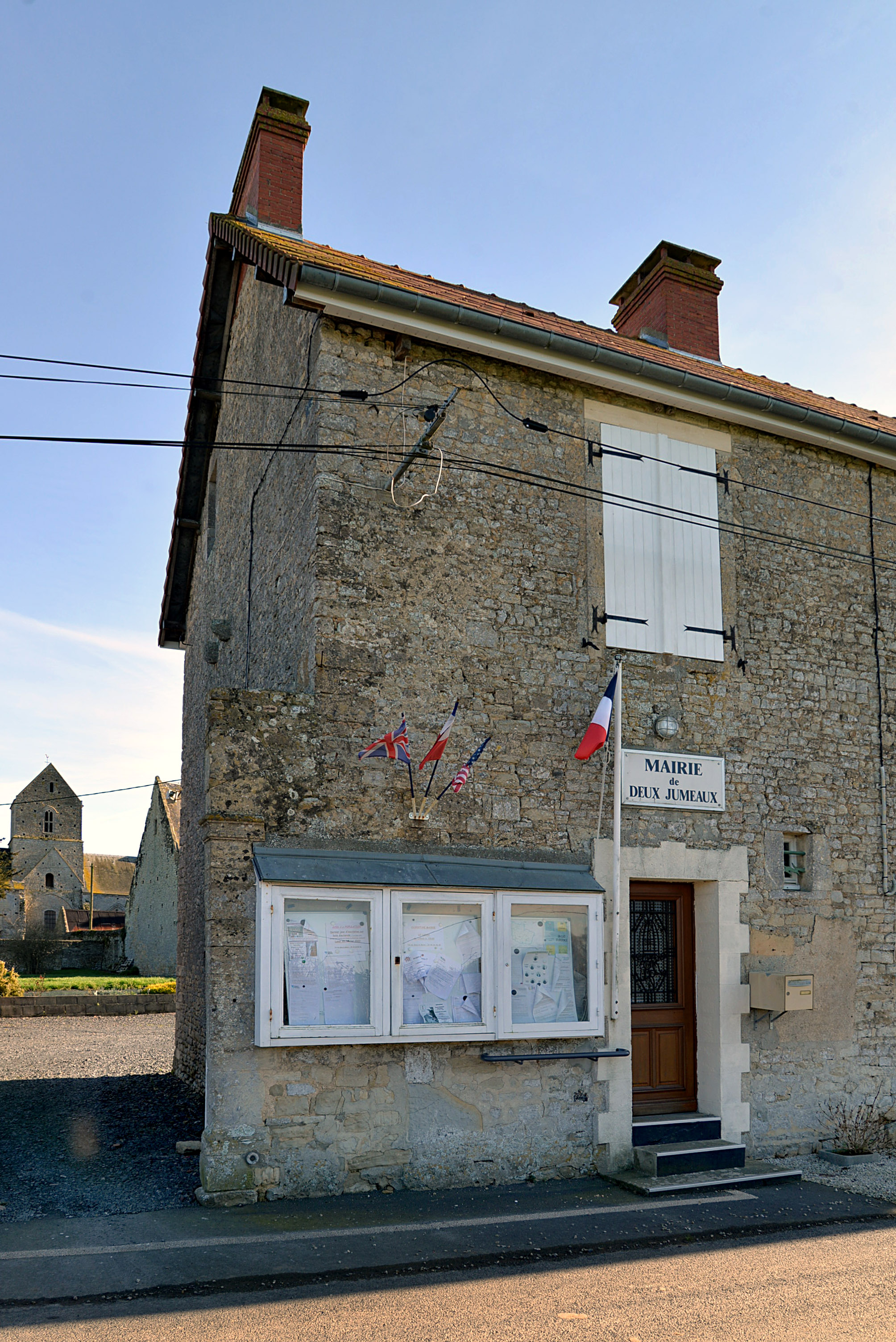
La mairie.

| Période                                  | Période    | Identité         | Étiquette | Qualité              |
| ---------------------------------------- | ---------- | ---------------- | --------- | -------------------- |
| 1995                                     | avril 2014 | Jacques Planchon | SE        | Agriculteur          |
| avril 2014                               | mai 2020   | Pierre Leloutre  | SE        | Agriculteur retraité |
| mai 2020                                 | En cours   | Marine Voisin    | SE        | Coiffeuse à domicile |
| Les données manquantes sont à compléter. |            |                  |           |                      |

## Démographie
L'évolution du nombre d'habitants est connue à travers les recensements de la population effectués dans la commune depuis 1793. Pour les communes de moins de 10 000 habitants, une enquête de recensement portant sur toute la population est réalisée tous les cinq ans, les populations de référence des années intermédiaires étant quant à elles estimées par interpolation ou extrapolation. Pour la commune, le premier recensement exhaustif entrant dans le cadre du nouveau dispositif a été réalisé en 2007.
En 2022, la commune comptait 56 habitants, en évolution de −3,45 % par rapport à 2016 (Calvados : +1,58 %, France hors Mayotte : +2,11 %).
| 1793 | 1800 | 1806 | 1821 | 1831 | 1836 | 1841 | 1846 | 1851 |
| ---- | ---- | ---- | ---- | ---- | ---- | ---- | ---- | ---- |
| 302  | 275  | 274  | 208  | 227  | 212  | 222  | 221  | 231  |

| 1856 | 1861 | 1866 | 1872 | 1876 | 1881 | 1886 | 1891 | 1896 |
| ---- | ---- | ---- | ---- | ---- | ---- | ---- | ---- | ---- |
| 210  | 226  | 211  | 223  | 200  | 213  | 206  | 181  | 175  |

| 1901 | 1906 | 1911 | 1921 | 1926 | 1931 | 1936 | 1946 | 1954 |
| ---- | ---- | ---- | ---- | ---- | ---- | ---- | ---- | ---- |
| 160  | 163  | 132  | 123  | 128  | 113  | 131  | 114  | 145  |

| 1962 | 1968 | 1975 | 1982 | 1990 | 1999 | 2006 | 2007 | 2012 |
| ---- | ---- | ---- | ---- | ---- | ---- | ---- | ---- | ---- |
| 152  | 138  | 102  | 101  | 78   | 69   | 76   | 77   | 65   |

| 2017 | 2022 | - | - | - | - | - | - | - |
| ---- | ---- | - | - | - | - | - | - | - |
| 55   | 56   | - | - | - | - | - | - | - |

## Économie
La commune se situe dans la zone géographique des appellations d'origine protégée (AOP) Beurre d'Isigny et Crème d'Isigny.

## Lieux et monuments
- Ancienne abbaye des Deux-Jumeaux, fondée au VIe siècle et qu'aurait bâtie saint Martin de Vertou, détruite lors des invasions scandinaves. Après le XIe siècle, le monastère devint prieuré rattaché à l'abbaye de Cerisy-la-Forêt.